# Pikometer
En pikometer förkortas 1 pm och är 10-12 meter, alltså en biljondels meter. Pikometer kommer från SI-prefixet piko. Måttet används för noggranna uppgifter om atomavstånd i kristaller, som är några hundra pikometer.